# 카 3: 새로운 도전
《카 3: 새로운 도전》(영어: Cars 3)는 2017년 개봉한 애니메이션 영화이다. 픽사가 제작하며, 월트 디즈니 픽처스가 배급한다. 2006년 《카》, 2011년 《카 2》에 속편에 해당한다.

## 줄거리
월드 그랑프리에서 경쟁한 지 5년 후, 이제 7회 피스톤 컵 챔피언인 라이트닝 맥퀸은 속도와 성능을 향상시키기 위한 첨단 기술을 갖춘 새로운 세대의 레이스 자동차 중 첫 번째 신인인 잭슨 스톰에게 가려진다. 스톰이 시즌 내내 우승하면서 많은 베테랑 레이서들은 은퇴하거나 젊은 레이서들로 교체된다. 로스앤젤레스에서 열린 마지막 레이스에서 라이트닝은 잠시 선두를 달리지만 스톰과 다른 차세대 자동차들에게 추월당한 후 뒤처진다. 그는 속도를 따라잡으려 애쓰다가 통제력을 잃고 벽에 부딪혀 충돌하며 최악의 시즌을 조기에 마감한다.
4개월 후, 사고에서 회복된 라이트닝은 계속 레이스를 하기로 결정하고 후원자인 러스티와 더스티에게 전화한다. 그들은 러스티즈를 스털링이라는 부유한 사업가에게 팔았다고 밝힌다. 스털링은 라이트닝을 크루즈 라미레즈의 지도 아래 러스티즈 레이싱 센터에서 훈련시키도록 하는데, 그는 현대적인 훈련 방식에 적응하는 데 어려움을 겪는다. 라이트닝이 실수로 시뮬레이터를 손상시키자 스털링은 그를 은퇴시키려 한다. 여전히 레이스를 할 수 있다고 주장하는 라이트닝은 다가오는 플로리다 500에서 우승하면 계속 레이스를 할지 결정할 수 있고, 그렇지 않으면 즉시 은퇴하겠다고 제안한다. 스털링은 마지못해 이 제안을 받아들이지만, 크루즈가 그와 함께 가야 한다는 조건이 붙는다.
크루즈의 비전통적인 훈련 방식과 실제 레이스 경험 부족은 파이어볼 해변에서 최고 속도를 기록하려 할 때 라이트닝을 좌절시킨다. 라이트닝이 썬더 홀로우 스피드웨이에서 훈련하기로 결정했을 때, 그들은 그곳이 "크레이지 에이트"라는 피겨 8 스타일의 철거 더비에 사용되고 있음을 깨닫고 참여할 수밖에 없게 된다. 크루즈가 우승하고 실수로 그를 대중에게 노출시킨다. 라이트닝은 철거 더비 후 크루즈에게 화를 내며 소리치고 실수로 그녀의 트로피를 깨뜨린다. 크루즈는 항상 레이서가 되고 싶었지만 레이스에 참가할 만큼 자신감이 없었다고 밝히고, 라이트닝의 트레이너에서 사임하고 레이싱 센터로 돌아간다. 부끄러움을 느끼고 다른 선택지가 없는 라이트닝은 친구인 메이터에게 조언을 구하고, 메이터는 라이트닝에게 닥 허드슨의 멘토이자 크루 책임자인 스모키를 그의 고향인 토머스빌에서 찾아가라고 제안한다.
그리하여 라이트닝은 크루즈를 따라잡아 다시 합류하도록 설득한다. 토머스빌에서 그들은 스모키를 만나는데, 스모키는 닥이 다시는 레이스를 하지 않았지만 라이트닝을 훈련시키면서 새로운 행복을 찾았다고 밝힌다. 라이트닝이 스톰만큼 빠르지는 않을 것이라는 사실을 받아들인 후, 스모키와 닥의 오랜 친구들인 루이즈 "반스토머" 내쉬, 리버 스캇, 주니어 "미드나잇" 문은 그가 속도 단점을 극복할 새로운 기술을 배우도록 돕고, 크루즈를 그의 스파링 파트너로 사용한다. 여러 번의 시도 끝에 라이트닝은 마지막 연습 레이스에서 마침내 크루즈를 추월하는 데 성공한다. 그러나 크루즈가 갑자기 라이트닝을 추월하고, 이는 라이트닝이 사고 전에 스톰에게 추월당했던 것을 기억하게 하여 자신감을 흔든다.
플로리다 500에서 라이트닝은 후미에서 출발하지만 스모키의 도움으로 순위를 올린다. 스털링은 라이트닝의 능력을 의심하고 크루즈가 남고 싶어 함에도 불구하고 그녀를 훈련 센터로 돌아가라고 명령한다. 라이트닝은 라디오에서 그들의 대화를 듣고 크루즈의 레이스 꿈을 떠올리며, 큰 추돌 사고를 피하고 자신의 크루에게 크루즈를 자신의 대신으로 레이스에 출전시킬 준비를 시켜 그녀에게 성공할 기회를 준다. 처음에는 망설였지만 크루즈는 라이트닝의 코칭을 받으며 자동차들을 추월하기 시작한다. 그녀는 스톰의 뒤를 쫓아가고, 스톰은 마지막 랩에서 그녀를 벽에 밀어붙여 위협한다. 닥 허드슨의 오래된 기술을 사용하여 크루즈는 스톰 위로 뒤집어 그를 추월하고 레이스에서 우승한다.
크루즈가 승리를 축하하자 스털링은 그녀에게 자신의 팀에서 역할을 제안하지만, 그녀는 대신 디노코의 소유주인 텍 디노코의 제안을 받아들인다. 라이트닝과 크루즈는 모두 #95를 달고 있었기 때문에 라이트닝은 레이스의 공동 우승자가 되어 스털링과의 계약을 효과적으로 통과시킨다. 라디에이터 스프링스로 돌아온 라이트닝은 텍이 스털링으로부터 러스티즈를 샀다고 밝힌다. 이제 닥의 옛 레이스 색깔을 입은 라이트닝은 계속 레이스를 하기로 결정하지만, 남은 시즌 동안 크루즈를 먼저 훈련시킨다.

## 원판 성우진
- 오언 윌슨 - 라이트닝 맥퀸 역
- 크리스텔라 알론소 - 크루즈 라미데즈 역
- 아미 해머 - 잭슨 스톰 역
- 크리스 쿠퍼 - 스모키 역
- 네이선 필리언 - 스털링 회장 역
- 래리 더 케이블 가이 - 메이터 역
- 토니 샬호브 - 루이지 역
- 보니 헌트 - 샐리 역
- 레아 델라리아 - 미스 프리터 역
- 케리 워싱턴 - 나탈리 역
- 마고 마틴데일 - 루이즈 역
- 아이제이아 휘틀록 주니어 - 리버 역
- 밥 피터슨 - 칙 힉스 역
- 리처드 페티 - 더 킹 역
- 카일 페티 - 칼 웨더스 역
- 존 라첸버거 - 맥 역
- 치치 마린 - 라몬 역
- 제니퍼 루이스 - 플로 역
- 캐서린 헬몬드 - 리지 역
- 폴 둘리 - 상사 역
- 조지 칼린 - 필모어 역
- 폴 뉴먼 - 허드슨 역
- 마이클 웰리스 - 보안관 역
- 레이 매글리오지 - 더스티 역
- 톰 매글리오지 - 러스티 역
- 밥 코스타스 - 밥 커들래스 역
- 대럴 월트립 - 대럴 역

## 한국판 성우진
- 오인성 - 라이트닝 맥퀸
- 김현심 - 크루즈 라미레즈
- 신용우 - 잭슨 스톰
- 원호섭 - 스모키 / 더킹
- 홍진욱 - 스털링 회장 / 레이 레버햄
- 기영도 - 메이터
- 이윤선 - 루이지
- 이선 - 샐리
- 정유미 - 미스 프리터 / 나탈리 서튼
- 장광 - 더스티 / 밥 커틀래스
- 홍수정 - 루이즈 / 플로 / 새넌
- 탁원제 - 대럴 카트립 / 러스티
- 한복현 - 리버 스캇 / 버바 휠하우스
- 정승욱 - 칙 힉스 / 주니어 문 / 라이언 레이니
- 박상일 - 맥
- 장승길 - 라몬
- 정현경 - 리지
- 서문석 - 보안관 / 체이스 레이슬롯
- 최흘 - 허드슨
- 조동희 - 상사
- 박상훈 - 칼 웨더스 / 해밀턴 / 제프
- 김규식 - 필모어 / 텍스
- 백승철 - 마이크 조이라이드
- 위훈 - 대니얼 스위버즈
- 사문영 - 스웟 티

## 우리말 연출
- 한국어 제작 : Disney Character Voices International,Inc.

## 제공
- 수입/배급 : 월트디즈니컴퍼니코리아 유한책임회사
- 제작 : 월트 디즈니 픽처스/픽사 애니메이션 스튜디오